# Ганем, Бассам
Бассам Ганем (масри بسام غانم родился 15 февраля 1986 года) - египетский спортивный деятель, административный директор Азиатской конфедерации бокса (ASBC), а с 2013 года - административный секретарь Федерации бокса Объединенных Арабских Эмиратов.

## Биография
Бассам Ганем родился в городе Мансура, Египет, 15 февраля 1986 года. В 2007 году окончил Высший институт социальной работы в городе Мансура, Египет, и начал работать в Федерации бокса ОАЭ в качестве административного секретаря. В 2013 году, затем в качестве исполнительного ассистента с 2016 года, в 2018 году он был назначен административным директором Азиатской конфедерации бокса (ASBC) до 2023 года, в 2023 году он был выбран менеджером соревнований Азиатской боксерской конфедерации (ASBC).